# 7788 Tsukuba
7788 Tsukuba este un asteroid din centura principală de asteroizi.

## Descriere
7788 Tsukuba este un asteroid din centura principală de asteroizi. A fost descoperit pe 5 decembrie 1994 la Kuma Kogen de Akimasa Nakamura. El prezintă o orbită caracterizată de o semiaxă mare de 3,01 ua, o excentricitate de 0,11 și o înclinație de 7,9° în raport cu ecliptica.